# Терновский, Филипп Алексеевич
Филипп (Фёдор) Алексеевич Терновский (1838—1884) — русский историк, переводчик, богослов и педагог, профессор Киевской духовной академии и доцент по кафедре церковной истории в Императорском университете Святого Владимира, доктор русской истории.
Брат С. А. Терновского.

## Биография
Родился 11 (23) августа 1838 года в Москве; сын дьякона (впоследствии священника церкви Воздвиженья на Острожках). Среднее образование получил в Московской духовной семинарии (1852—1858), высшее — в Московской духовной академии, курс которой окончил 1862 году со степенью магистра богословия, удостоенный за диссертацию «Местоблюститель патриаршего престола митрополит рязанский Стефан Яворский и Димитрий Тверитинов»; два года спустя эта работа вышла в дополненном и расширенном виде под названием «Митрополит Стефан Яворский; биографический очерк» — один из значительнейших трудов в исторической литературе о деятельности митрополита Стефана Яворского.
Еще на студенческой скамье Терновский опубликовал несколько работ, большею частью за подписью «Ф. Алексеев», — среди них: «Современное религиозное движение в Италии» («Православное обозрение», 1860, кн. 8), «Положение протестантских партий в Пруссии» («Православное обозрение», 1860, кн. 11), «Германский богослов Христиан Бунзен и его литературные труды» («Православное обозрение», 1861, кн. 5), «Обозрение материалов для истории русской духовной литературы» («Православное обозрение», 1862, кн. 3), «Из истории наших духовных школ в XVIII столетии» («Православное обозрение», 1862, кн. 10) и «О монашестве и безбрачии по отношению к избранию в сан епископа» («Православное обозрение»). За эти работы и диссертацию Ф. Терновский был назначен бакалавром Киевской духовной академии по кафедре обличительного богословия (с 30 октября 1862 года), а в декабре 1863 года на кафедру русской гражданской истории, на которой до февраля 1866 года числился бакалавром, а затем был повышен до экстраординарного профессора и состоял в этом звании 17 лет. Одновременно с профессурой Терновский занимал в Киевской академии с 1868 по 1870 год должность преподавателя немецкого языка. Также, в период 1863—1873 годов он был учителем русской истории в Киевском епархиальном училище.
28 марта 1869 года он был приглашен приват-доцентом в университет Святого Владимира по кафедре церковной истории и в 1872 году был утверждён в звании штатного доцента. За работу «Изучение византийской истории и ее тенденциозное приложение к древней Руси» («Киевские Университетские известия», 1875—1876, и отд.: Киев 1877, 2 вып. — С. 214+301) он был удостоен университетом в 1877 году звания доктора русской истории. 
Ф. А. Терновский оставил очень значительное литературное наследство. Для некоторых трудов он работал в московских и петербургских архивах и ездил даже на Афон. Главные работы Терновского по истории протестантизма и вольнодумства на Руси, следующие: «Московские еретики в царствование Петра І» («Православное обозрение», 1863, книги 4—6, и отд.: Москва 1863), «Материалы по делу Тверитинова» («Православное обозрение», 1863, кн. 8), «„Рожнец духовный“ и „Камень веры“, два полемических сочинения против московских еретиков в царствование Петра І» («Православное обозрение», 1863, кн. 11 и 12), «Материалы для истории мистицизма в России» («Труды Киевской духовной академии», 1863, т. IIІ, кн. 10), «Русское вольнодумство при Екатерине II и эпоха реакций» («Труды Киевской духовной академии», 1868, кн. 3 и 7), «Император Петр І в его отношениях к католичеству и протестантству» («Труды Киевской духовной академии», 1869, кн. 3). В некоторых из этих работ синод усмотрел «направление, несогласное с духом православия, и склонность к мнениям протестантских историков» и указом от 16 ноября 1883 года уволил его от профессуры при Киевской духовной академии. Доцентом в университете Терновский однако остался. Еще раньше, в декабре 1879 года, он был избран в экстраординарные профессора, но утвержден не был, по официальной мотивировке — из-за сметы. Последние годы жизни (1883—1884) он состоял также преподавателем русской истории на высших женских курсах.
Филипп Алексеевич Терновский был сотрудником журнала «Воскресное чтение», принимал деятельное участие в редактировании перевода на современный язык «Апокрисиса» (Киев 1870), «Актов русского Афонского монастыря» (на греческом и русском языках), «Материалов для исторической топографии Киева», «Творений блаженного Иеронима» (с латинского) и перевода с французского статьи Амедея Тьерри «О блаженном Иерониме». Ему же принадлежит редакция русской компиляции книги Куно Фишера «Бекон Веруламский» (1863).
По поручению Общества истории и древностей российских он окончил перевод «Летописи византийца Феофана», начатый профессором К. И. Оболенским еще в 1859 году; перевод этот был напечатан в «Чтениях» общества за 1884 (кн. 1—3) (1885, кн. 1—4) и 1886 (кн. 1—3). Ряд актов, переведённых Tерновским с греческого, был напечатан в «Записках Одесского общества истории и древностей Российских».
Tерновский состоял действительным членом Одесского общества истории и древностей, Императорского Московского археологического общества, Исторического общества Нестора-летописца и Церковно-археологического общества при Киевской духовной академии.
Умер 23 мая (4 июня) 1884 года в Киеве.